# Stratfield Saye
Stratfield Saye è un villaggio e parrocchia civile dell'Inghilterra, appartenente alla contea dell'Hampshire.